# Xã Fawn Lake, Quận Todd, Minnesota
Xã Fawn Lake (tiếng Anh: Fawn Lake Township) là một xã thuộc quận Todd, tiểu bang Minnesota, Hoa Kỳ. Năm 2010, dân số của xã này là 555 người.